# Margaret Sinclair (freira)
Margaret Anne Sinclair também conhecida como Irmã Mary Francis das Cinco Chagas (nascida em Edimburgo, Escócia, 1900: morreu em Londres, Inglaterra, 1925), era uma freira católica escocesa. Ela foi declarada venerável pelo Papa Paulo VI em 6 de fevereiro de 1978.

## Vida

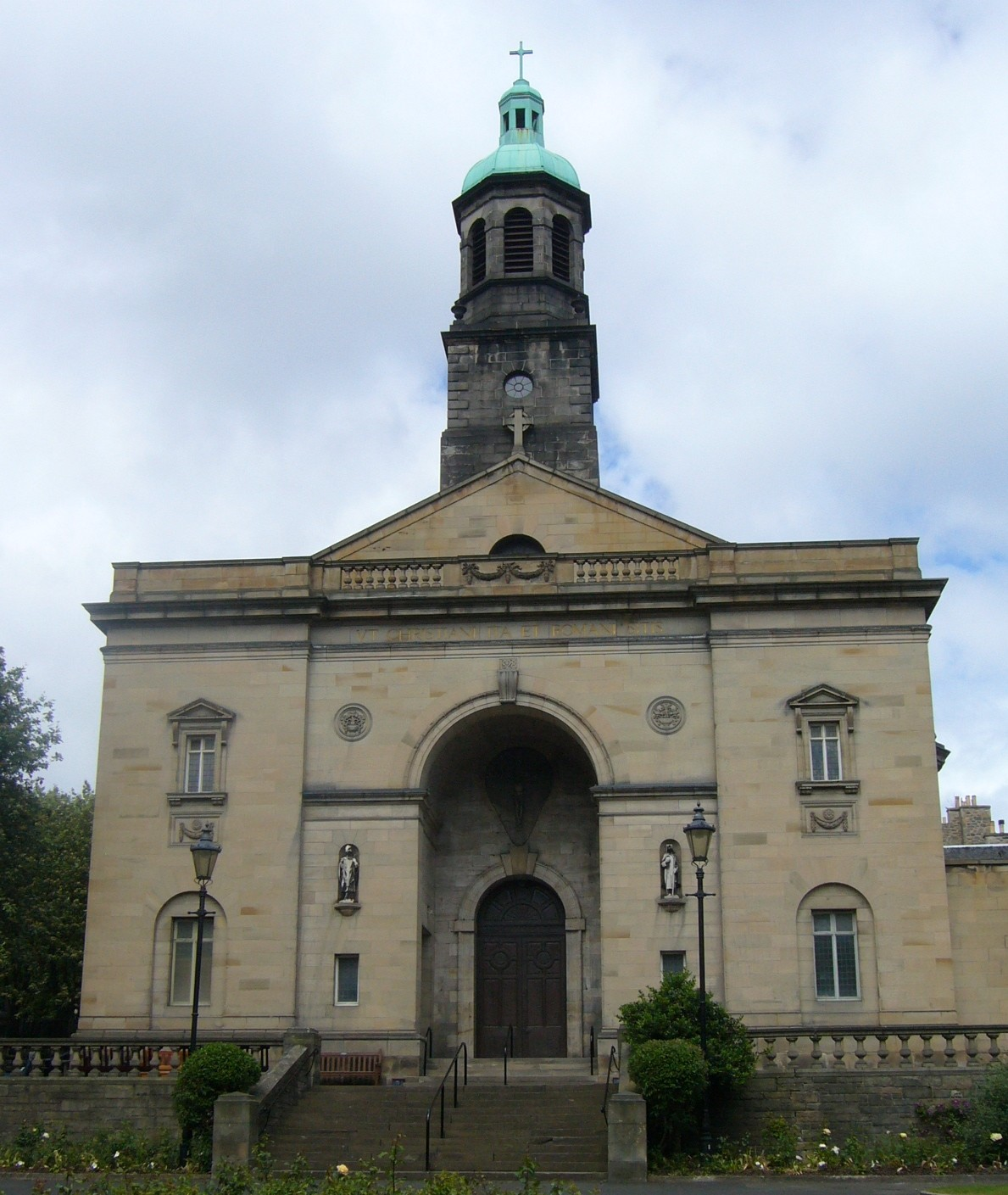
Igreja de São Patrício, Cowgate

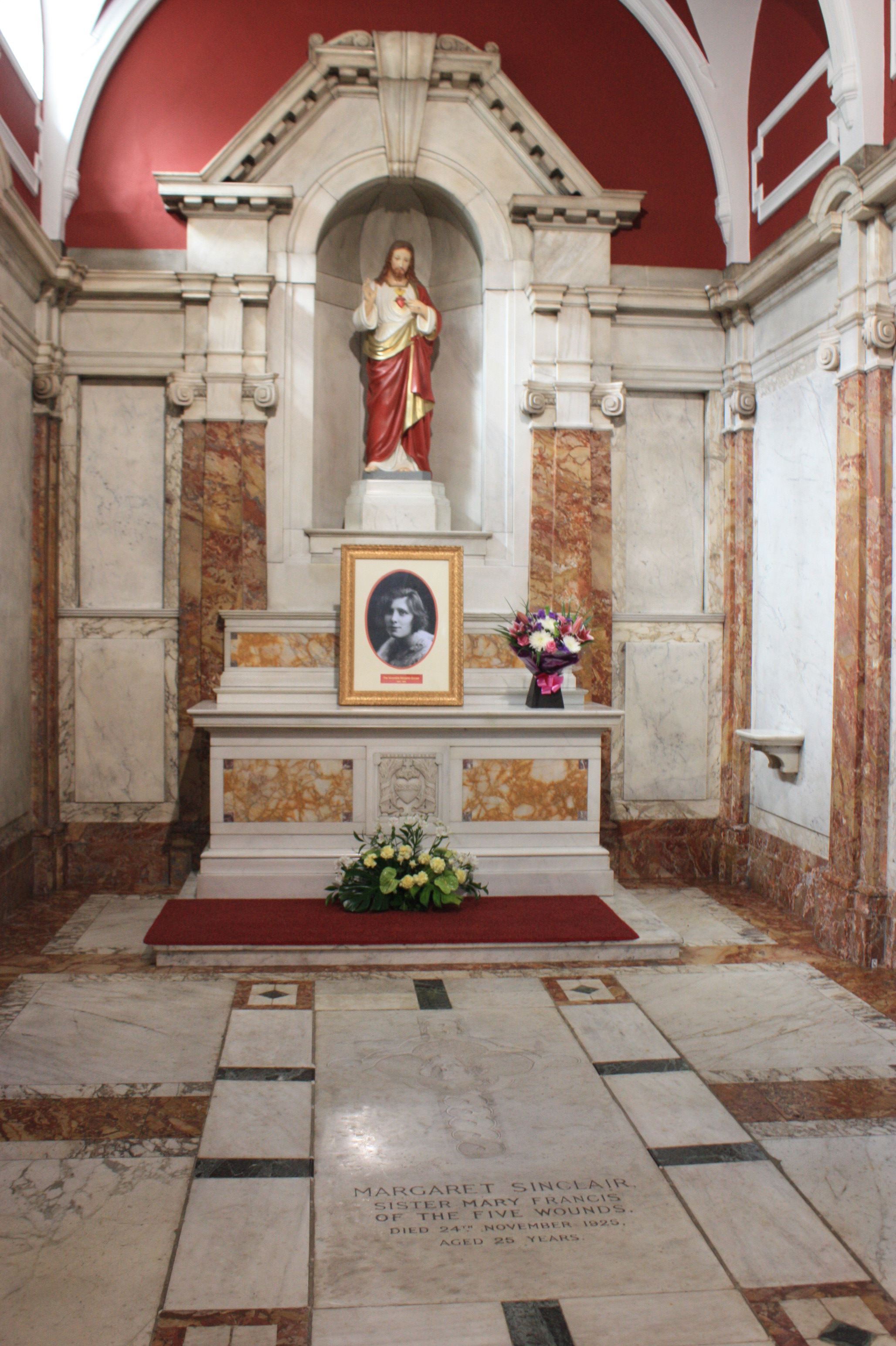
Santuário de Margaret Sinclair, St Patrick's, Edimburgo

Margaret Anne Sinclair nasceu em Middle Arthur Place, Edimburgo, em um apartamento no subsolo de um prédio residencial dilapidado, um dos seis filhos de Andrew, lixeiro da Edinburgh City Corporation, e Elizabeth Sinclair. A rua foi demolida como parte da limpeza de favelas na década de 1950 e é a área hoje conhecida como Dumbiedykes.
Ela foi batizada na Igreja de St Patrick em 11 de abril. A família de Margaret mudou-se mais tarde para a Blackfriars Street, com vista para a Igreja de São Patrício. Ela fez sua primeira comunhão em St. Patrick's em 8 de maio de 1910 e foi confirmada no mesmo dia.
Ela foi educada na St Anne's School, Cowgate, e obteve um certificado em costura e culinária na Atholl Crescent School of Cookery and Domestic Economy. Ela ficou fora da escola para cuidar de sua mãe em uma doença prolongada e tinha um trabalho de tempo livre esfregando chão e fazendo recados para uma alfaiate. Ao mesmo tempo, ela trabalhava como mensageira em uma empresa para ajudar no sustento dos dois filhos mais novos da família.
Seu pai e seu irmão mais velho, John, foram chamados para lutar nas trincheiras da "Grande Guerra" . Ela deixou a escola aos quatorze anos e, de 1914 a 1918, trabalhou em tempo integral na Waverley Cabinet Works como aprendiz de polidora francesa e tornou-se membro ativo de seu sindicato. Sua única discordância com o gerente foi por causa de uma foto de Nossa Senhora que ela encontrou entre o lixo da marcenaria. Ela pendurou em seu local de trabalho. O gerente o desmontava e todas as manhãs ela o colocava no lugar. Margaret e sua irmã Bella lutaram para sustentar a mãe com o salário mínimo e também trabalharam uma parcela. Foi uma luta cruel pagar o aluguel e se alimentar. Sempre que sua mãe desabava e chorava, Margaret tinha uma resposta invariável: "Não ceda".
Após o fim da guerra, houve uma crise econômica maciça. A economia escocesa tinha sido fortemente orientada para a guerra: a produção de armas, juntamente com carvão e aço para a construção de navios de guerra no Rio Clyde não eram mais necessários e tais habilidades não eram facilmente transferidas. A Grande Depressão se seguiu e Margaret se viu entre os desempregados. Em 1918, a Waverley Cabinet Works fechou e ela finalmente encontrou trabalho em uma das fábricas de biscoitos administradas por McVitie.
Apesar das adversidades de sua vida, ela era vivaz, adorava roupas bonitas e gostava de dançar. Umas férias na cidade vizinha de Rosewell foram, para ela e Bella, seu primeiro encontro com a vida no campo. Eles celebraram sua liberdade indo à missa e recebendo a comunhão diariamente. Bella tinha algumas dúvidas se eles eram santos o suficiente para receber com tanta frequência, mas Margaret respondeu: "Não vamos porque somos bons, mas porque queremos ser bons."
Enquanto Bella entrava nas Pequenas Irmãs dos Pobres que ministravam àqueles que viviam na pobreza, Margaret se sentiu chamada a passar sua vida na solidão e na oração. Sua primeira escolha foi entrar no Poor Clares em Edimburgo, sua cidade natal. No entanto, a comunidade estava passando por um momento de grande dificuldade e sua inscrição foi recusada. Ela entendeu o verdadeiro significado das palavras do salmista: "Escuta filha e inclina o teu ouvido; deixa o teu povo e a casa de teu pai" (Salmo 45,10). Ela sacrificou voluntariamente a proximidade da família e sua cultura escocesa e escreveu para se candidatar às Clarissas em Notting Hill, Londres.

## Irmã Mary Francis das Cinco Chagas
Em 21 de julho de 1923, Margaret viajou para Londres com seu irmão Andrew, e para outra separação, pois ele estava emigrando para o Canadá. Ela então pegou o bonde para Notting Hill, no oeste de Londres, onde se juntou às Colettine Poor Clares em seu convento, tomando o nome religioso de Irmã Mary Francis das Cinco Chagas. Ela não se candidatou para ser uma irmã externa (aquelas que lidam com agências externas em nome da comunidade), mas para se tornar uma Poor Clare enclausurada. No entanto, a comunidade a avaliou como uma garota da classe trabalhadora com pouco ensino médio, pensando que oito horas cantando o ofício Divino em latim seria demais para ela. Mesmo assim, Margaret foi uma experiência nova para a comunidade Poor Clare: uma mulher moderna cuja capacidade de trabalhar e orar a emancipou de seu passado. Para os membros da comunidade, muitos dos quais nunca tiveram de ganhar a vida (alguns vindos de famílias aristocráticas), Margaret e outras pessoas como ela, que iriam entrar na vida religiosa após a Grande Guerra, eram um mistério.
Vivendo uma vida em que a freira individual não tem bens pessoais, as Clarissas Coletinas vivem uma rotina diária rigorosa de oração e penitência. Como uma ordem fechada, cada convento conta com as irmãs externas como seu elo com o mundo exterior, e sua pobreza absoluta exige que subsistam do que pode ser obtido por meio de doações, jardinagem e mendicância, sendo a última responsabilidade exclusiva das externas irmãs. Como membro do convento, Margaret trabalhou para buscar esmolas para sua comunidade, bem como ministrou aos pobres. A experiência de Margaret no convento foi semelhante à de muitas outras religiosas: choques de personalidade e diferenças culturais causaram atrito e, às vezes, ela era considerada desobediente, lânguida e até irritante.

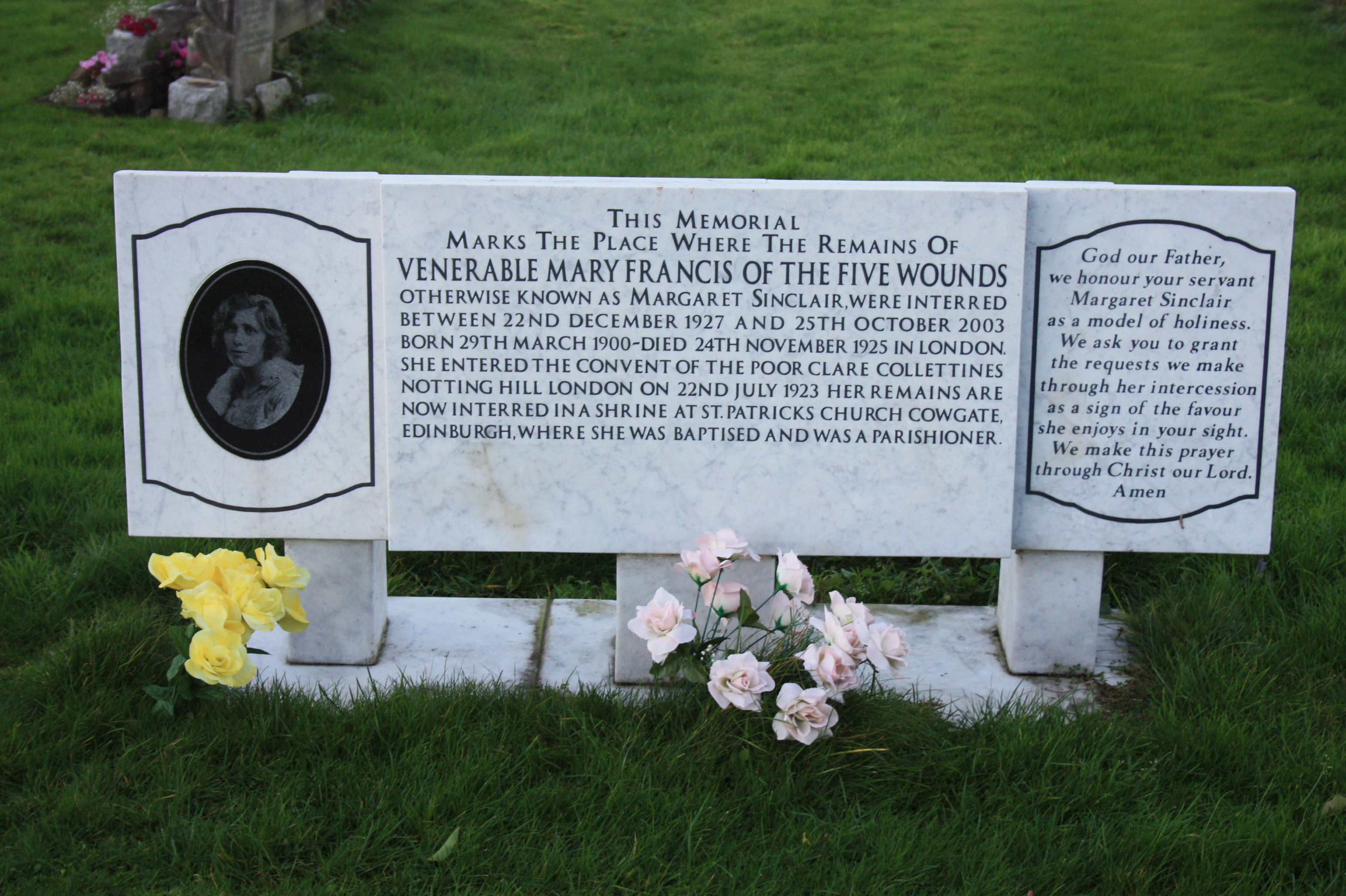
O memorial a Margaret Sinclair (Irmã Mary Francis) no Cemitério Mount Vernon, Edimburgo

Margaret contraiu tuberculose na garganta e foi internada em um sanatório administrado pelas Irmãs da Caridade em Warley, Essex, em 9 de abril de 1925, onde permaneceu até sua morte em 24 de novembro do mesmo ano, e foi enterrada em Kensal Green no noroeste de Londres. Em 22 de dezembro de 1927, seu corpo foi enterrado novamente em Mount Vernon, Liberton, Edimburgo. Em 25 de outubro de 2003, seus restos mortais foram removidos novamente e agora estão na igreja paroquial de sua casa, dedicada a São Patrício, em Edimburgo.
A laje de mármore que cobre seu corpo tem uma escultura em baixo relevo de sua cabeça no centro de uma cruz, mas é difícil de ver a não ser diretamente de cima, pois é branco sobre branco.

## Veneração
Margaret Sinclair foi declarada "Venerável" pelo Papa Paulo VI em 6 de fevereiro de 1978, o ano do centenário da restauração da hierarquia católica romana da Escócia. A causa da sua canonização persiste e, a 1 de Junho de 1982, o Papa João Paulo II afirma: «Margaret bem poderia ser descrita como uma das pequeninas de Deus, que pela sua própria simplicidade foi tocada por Deus com a força da verdadeira santidade de a vida, seja criança, jovem, aprendiz, operário, sindicalista ou professa irmã de religião'”.
Margaret Sinclair se tornou um nome familiar na comunidade católica na Escócia, e a devoção a ela se espalhou pela Grã - Bretanha, Europa e América do Norte. Durante a década de 1950, seus seguidores na Holanda se tornaram significativos o suficiente para merecer a publicação de uma revista trimestral Margaret Sinclair. Sua espiritualidade tinha uma inocência única e as pessoas eram atraídas por sua mediocridade: ela tinha feições físicas regulares, não se destacava na escola, se divertia em bailes e festas, seguia as tendências da moda, trabalhava como comerciante e já fora noiva para se casar. Defendida como a "garota da fábrica" de Edimburgo, a imagem conquistou um grande número de seguidores devotos, porque muitos viam sua vida como a deles. Margaret não é vista como remota; as pessoas são atraídas por ela porque ela experimentou suas lutas. Isso pode explicar por que ela é mais comumente referida como Margaret Sinclair do que por seu nome religioso.

O Santuário Nacional da Venerável Margaret Sinclair está localizado dentro da Igreja de São Patrício, Cidade Velha, Edimburgo.